# Cricket Kenya
Cricket Kenya (CK; Swahili Shirikisho la Kriketi Kenya) ist der nationale Dachverband für Cricket in Kenia. Der im Jahr 2005 gegründete Verband ersetzte die im Jahr 1953 gegründete Kenya Cricket Association (KCA) und hat seinen Sitz im Ruaraka Sports Club Ground in Nairobi. Seitdem vertritt er Kenia beim Weltverband International Cricket Council (ICC) als Associate Member und beim Kontinentalverband Africa Cricket Association (ACA).

## Geschichte

### Kenya Cricket Association
Die Gründung des Verbandes Kenyan Cricket Association (KCA) erfolgte im Jahr 1953. Kenia galt lange Zeit als der stärkste Teil der ostafrikanischen Cricket-Nationalmannschaft, löste sich aber im Jahr 1981 von der Mannschaft und trat ein Jahr später mit seinem eigenen Verband dem International Cricket Council (ICC) bei. Der kenianische Verband war außerdem im Jahr 1997 Gründungsmitglied des Kontinentalverbandes Africa Cricket Association (ACA). Nach dem Überraschungssieg gegen die West Indies beim Cricket World Cup 1996 stufte das ICC Kenia als einzige Nicht-Testnation mit ODI-Status ein, was ihr neue Spielgelegenheiten verschaffte. Zu dieser Zeit galt das Team weithin als kommende Testnation.
Nach dem überraschend guten Abschneiden beim Cricket World Cup 2003 war Kenia wieder der Topkandidat auf einen Teststatus. Nach der Meinung mehrerer Beobachter hätte Kenia nach seinem Erfolg beim Cricket World Cup Teststatus erlangt haben müssen, nachdem es wohl bereits 2000 kurz davor gestanden hatte.

### Verbandskrise und Reformen
2004 litt die Mannschaft unter zahlreichen Spielerstreiks, da der Verband KCA seinen finanziellen Verpflichtungen nicht nachkommen konnte. Auch organisatorisch geriet der Verband zu dieser Zeit immer weiter in die Krise, da er die Vorgaben des ICC nicht erfüllen konnte. Auf dem Höhepunkt des Konfliktes befand sich der Verband ohne Sponsoren in internationaler Isolation. Ein Jahr später wurde der Verband schließlich im Rahmen von Ermittlungen bezüglich Missmanagement von der Regierung zugunsten eines neuen, Cricket Kenya, aufgelöst und durch diesen beim ICC ersetzt.
Nachdem Cricket Kenya während des Cricket World Cup 2011 Kenntnis von der Unausgewogenheit innerhalb der Mannschaft zwischen Amateur- und Profispielern genommen hatte, hatte der Verband angekündigt, das Debakel bei dem Turnier zu untersuchen. Darauf folgte eine Reihe von Reformen seitens des Verbandes. Als Teil der Reformen ersetzte der Rat die frühere Sahara Elite League mit ostafrikanischen Turnieren. So ist die East Africa Premier League ein Twenty20-Turnie und der East Africa Cup ein List-A-Turnier. Die Ligen wurden vom Verband in der Hoffnung gegründet, dass sich dadurch neue Talente für die kenianische Nationalmannschaft finden lassen. Nach dem damaligen CEO des Verbandes, Tom Sears, erfuhren die ostafrikanischen Turniere innerhalb weniger Monate große Aufmerksamkeit und der Wettkampf der Mannschaften intensivierte sich.
Im Rahmen der Reformen entließ der Verband außerdem das alte Personal. Die neuen Verträge brachen mit der Vergangenheit und der neue Kapitän Collins Obuya war mit 29 der älteste Spieler. Erfahrene Spieler wie der frühere Kapitän Jimmy Kamande, Veteran mit fünf Weltmeisterschaftsteilnahmen, Thomas Odoyo und andere wurden nicht mehr in die Nationalmannschaft berufen. Erwartungsgemäß reagierten die entlassenen Spieler zügig und ihrer Meinung nach beschleunige dies die verschärfende Krise des Cricket in Kenia. Dabei erhielten sie Unterstützung von den kenianischen Medien. Von den 20 Cricketspielern, die Verträge erhielten, wurden 13 zentrale Verträge angeboten. Als fünf Spieler die Verträge ablehnten, taten sich neue Schwierigkeiten für den Verband auf. Sears meinte daraufhin, dass man mit der Spielergruppe zufrieden sei, die sich gegenüber Cricket Kenya verpflichtet hatten, wobei man ebenso von den Spielern enttäuscht sei, die die Verträge abgelehnt hatten.
Cricket Kenya wählte für die Verträge verdiente, junge und talentierte Spielern aus. Die acht Spieler, die ihre Verträge zurückwiesen, wurden später dennoch für die Mannschaft berufen und sie baten darum, dass ihr Standpunkt angehört werde und trotz der neuen Chance, die der Verband ihnen anbot, kritisierten sie den Verband scharf. Während Obanda, Shem und James Ngoche, Odhiambo und Otieno vom Verband neue Angebote erhielten, schlossen Ouma, Luseno und Nelson eine dreimonatige leistungsabhängige Übereinkunft bis März 2012. Sobald sie gute Leistungen zeigten, könnten sie wieder in die Mannschaft aufgenommen werden. Unterdessen wurde der frühere Trainer Otagos Mike Hesson als neuer Nationaltrainer angestellt. Unmittelbar darauf kündigte Hesson an, dass er zum Nationaltrainer berufen sei, um den Konflikt zwischen den Spielern und dem Verband zu lösen.

## Aufgabe
Cricket Kenya stellt die Kenia vertretenen Cricket-Nationalmannschaften, einschließlich der für die Männer, Frauen und Jugend, zusammen. Der Verband ist außerdem verantwortlich für die Durchführung von T20I-Serien gegen andere Nationalmannschaften sowie die Organisation von Heimspielen und -turnieren. Neben der Aufstellung des Teams ist er verantwortlich für den Kartenverkauf, der Gewinnung von Sponsoren und der Vermarktung der Medienrechte.
Daneben organisiert der Verband das Kinder- und Jugend-Cricket in Kenia. Wie andere Cricketnationen verfügt Kenia über U-19-Nationalmannschaften für Jungen und Mädchen, die an den entsprechenden Weltmeisterschaften (Jungen und Mädchen) teilnehmen.
Der Verband organisiert auch den nationalen Spielbetrieb. So betreibt er zusammen mit Uganda den East Africa Cup und die East Africa Premier League.
Cricket Kenya richtet auch regelmäßig internationale Turniere aus. So waren sie bereits Gastgeber der ICC KnockOut 2000 und des Cricket World Cup 2003 (zusammen mit Simbabwe und Südafrika).

## Logo
Der Spitzname der kenianischen Cricket-Nationalmannschaft ist Simbas, Swahili für „Löwe“. Das Logo von Cricket Kenya zeigt deshalb einen Löwen.